# Magnus Erlingmark
Magnus Erlingmark (n. 8 iulie 1968, Jönköping) este un fost fotbalist suedez. A fost convocat de 37 de ori în echipa națională a Suediei și are în palmares patru titluri de campion național.